# Staatstheater am Gärtnerplatz

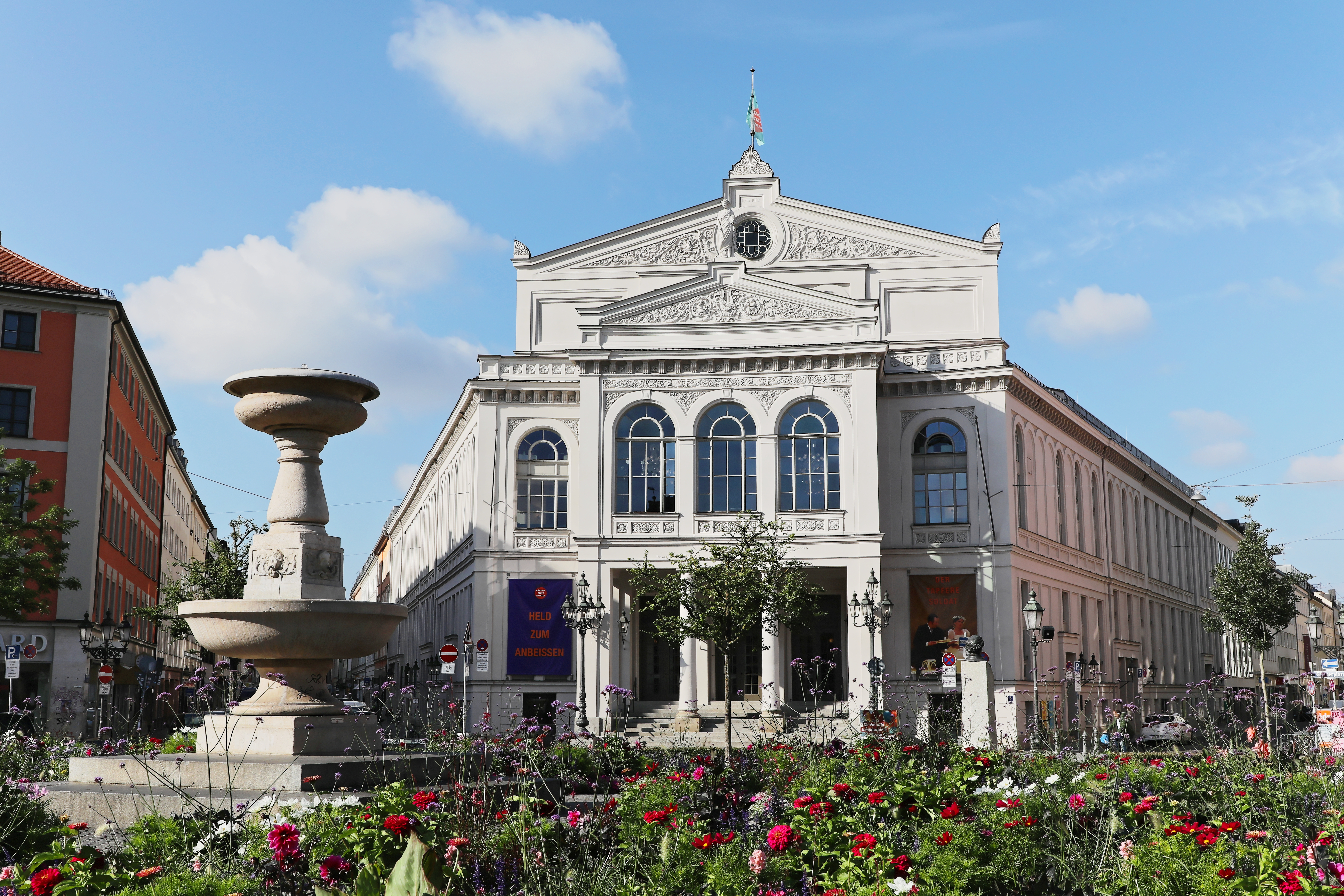
Gärtnerplatztheater, 2018

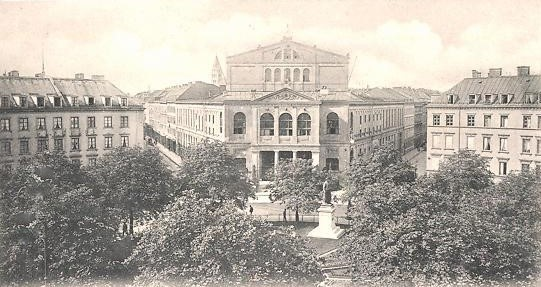
Gärtnerplatztheater, um 1900

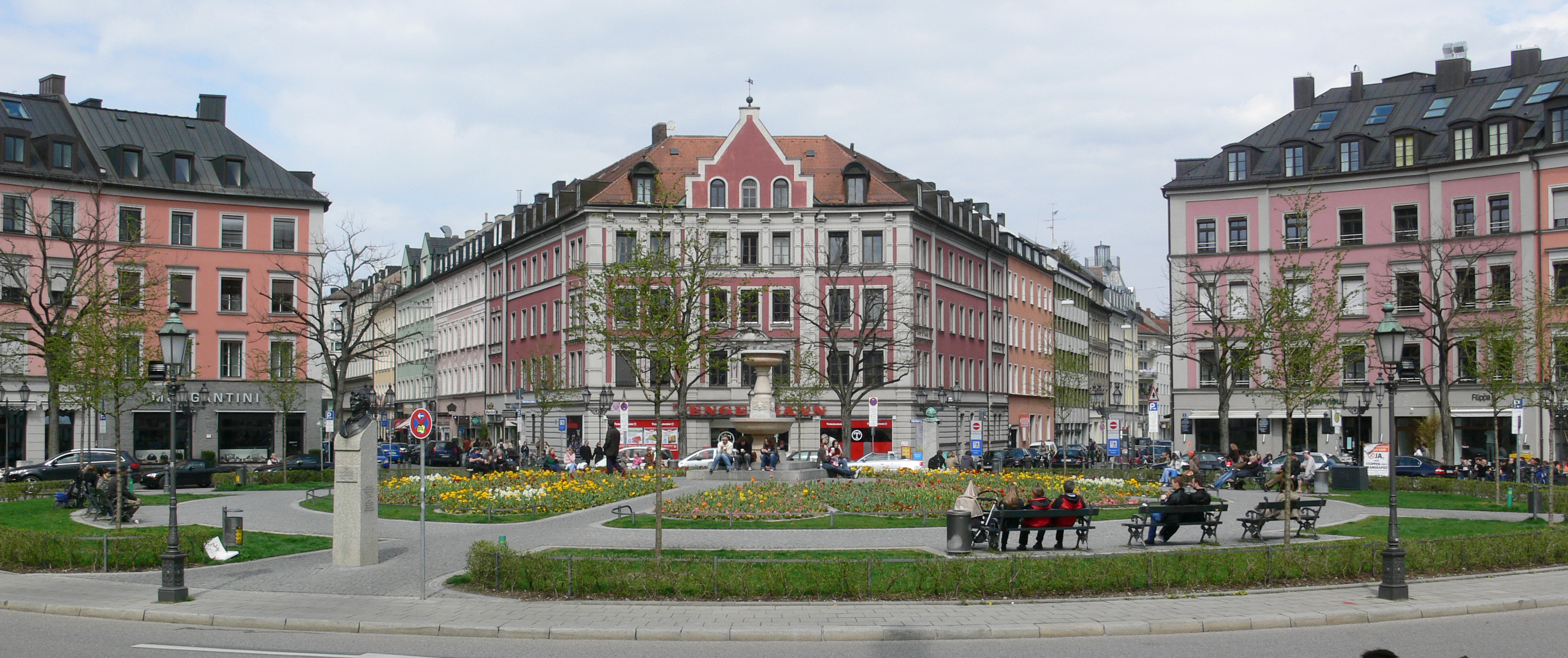
Blick über den Gärtnerplatz vom Theater aus

Das Staatstheater am Gärtnerplatz (im allgemeinen Sprachgebrauch Gärtnerplatztheater) wurde am 4. November 1865 in der Münchner Isarvorstadt am belebten Gärtnerplatz als „Actien-Volkstheater“ eröffnet. Es ist heute neben dem Bayerischen Staatsschauspiel, der Bayerischen Staatsoper und den Staatstheatern Nürnberg und Augsburg eines von fünf Bayerischen Staatstheatern und einer der fünf großen staatlichen Theaterbauten sowie neben der Bayerischen Staatsoper das zweite Opernhaus der Stadt München. Im Oktober 2017 wurde das Gebäude nach einer Generalsanierung wieder eröffnet.
Das Staatstheater am Gärtnerplatz steht unter Denkmalschutz und ist unter dem Aktenzeichen D-1-62-000-2023 in der Denkmalliste des Bayerischen Landesamtes für Denkmalpflege erfasst.

## Geschichte

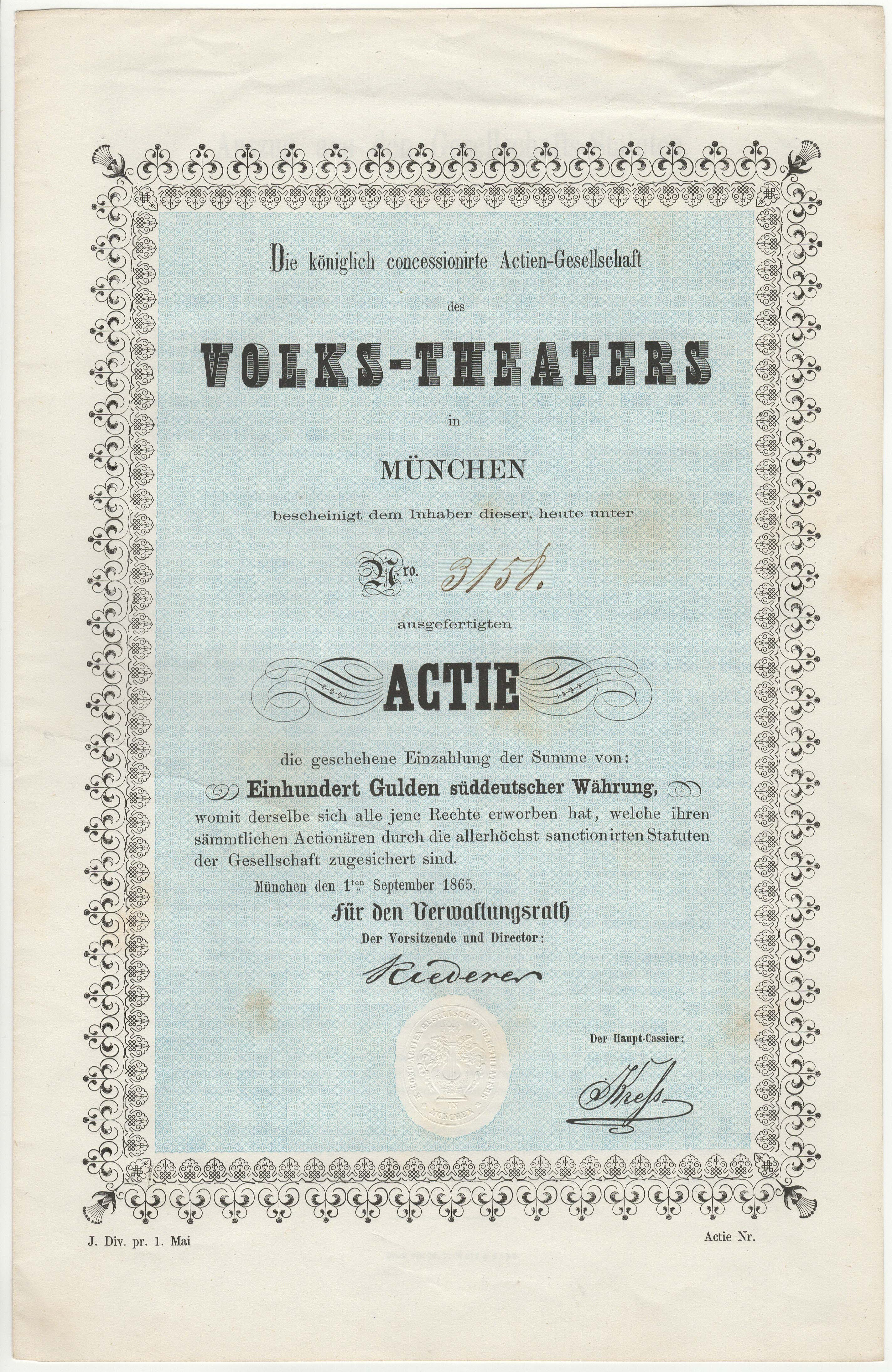
Gründeraktie der königlich konzessionierten AG des Volks-Theaters in München vom 1. September 1865

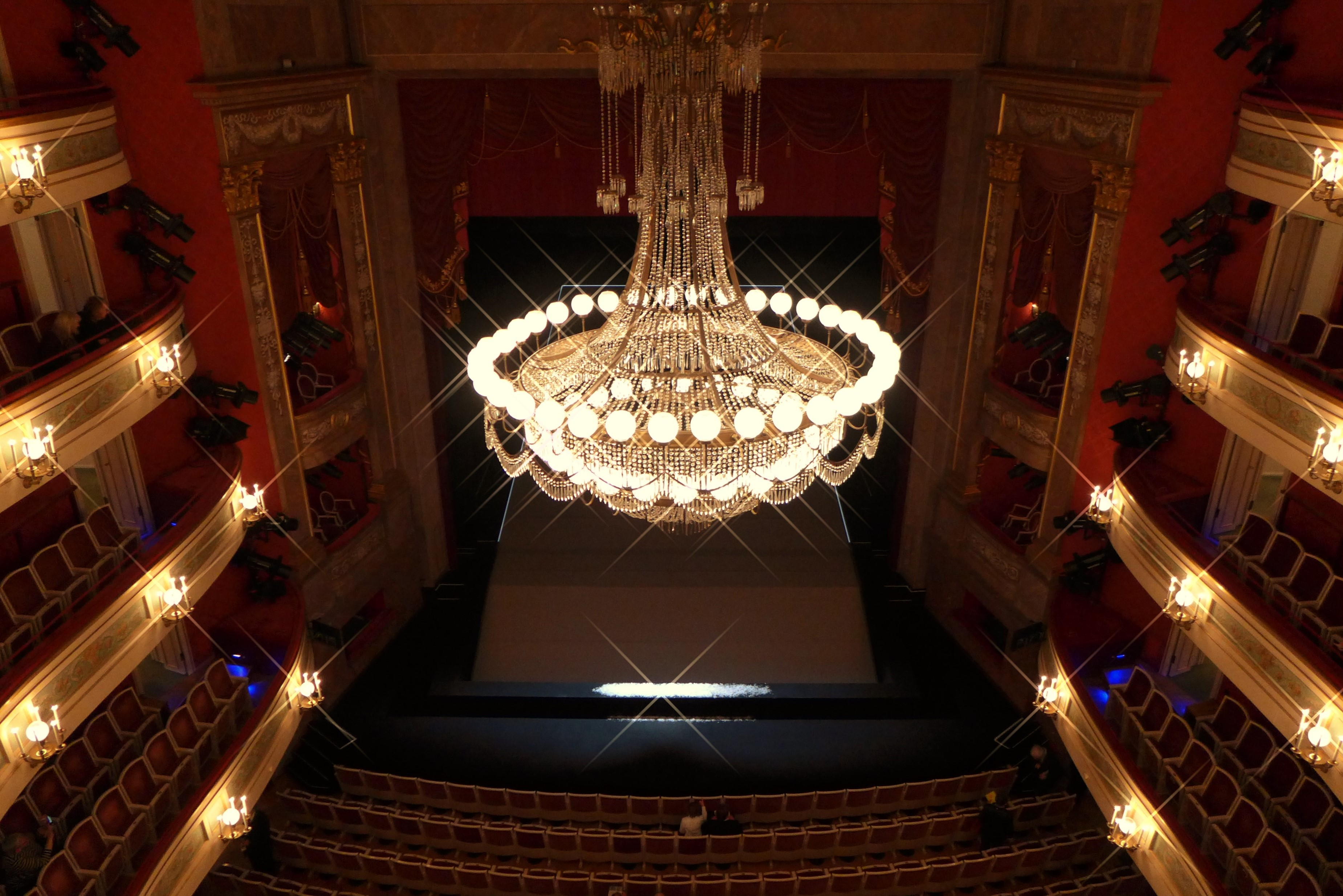
Zuschauerraum mit Blick zur Bühne

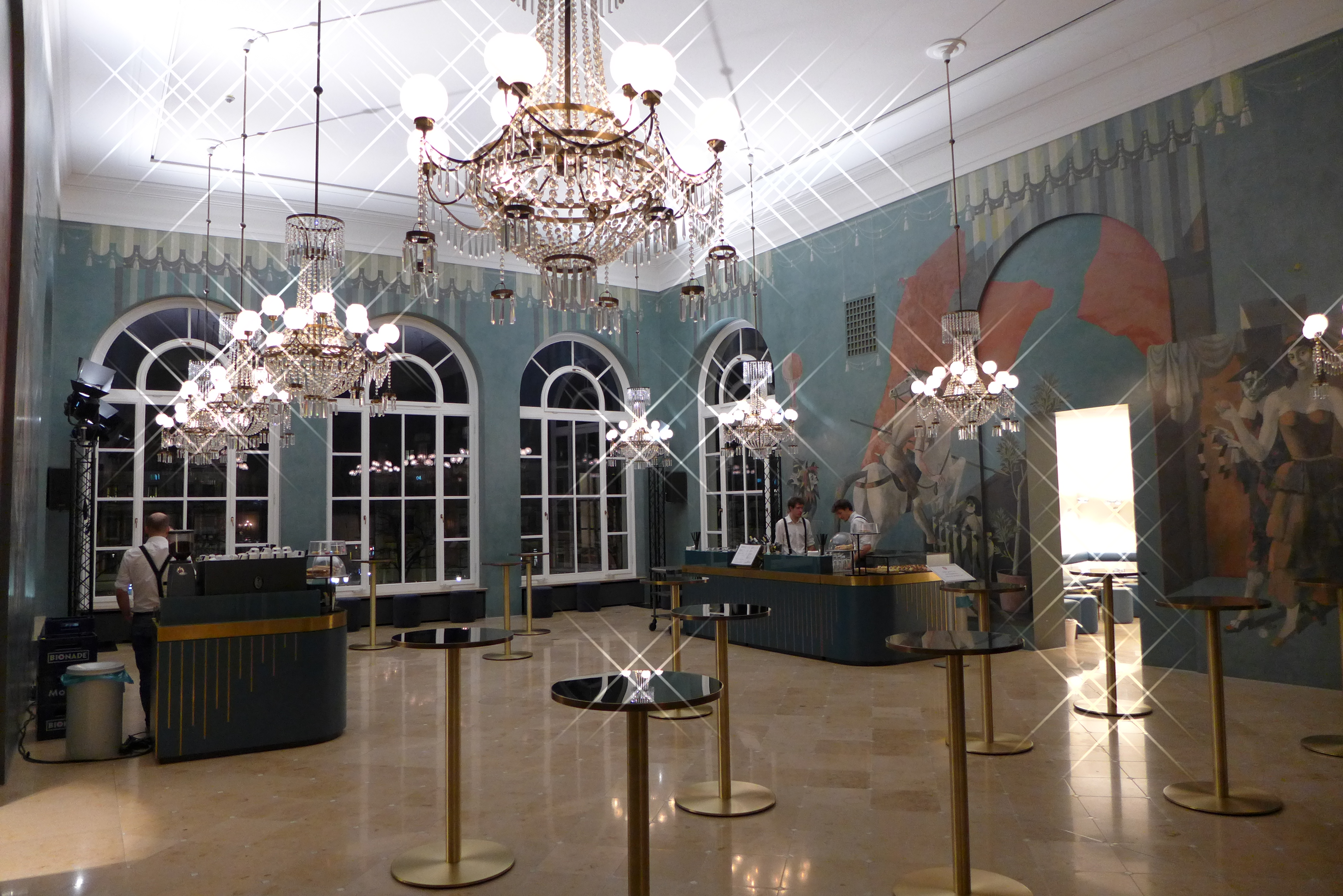
Erfrischungsraum

Nachdem in München schon jahrelang der Ruf nach einem Volkstheater laut geworden war, bildete sich 1863 ein provisorisches Komitee zu dessen Gründung. Am 10. Mai 1864 erteilte der junge König Ludwig II. kurz nach seiner Thronbesteigung die Genehmigung für einen Neubau in der Isarvorstadt. Die Planung wurde Franz Michael Reiffenstuel übertragen. Vorbild für seinen Bau, vor allem für den Zuschauerraum, war das Nationaltheater mit seinem „nüchternen klassizistischen Stil“. Die Grundsteinlegung erfolgte am 25. August 1864, das Richtfest wurde bereits am 27. Mai 1865 begangen. Am 4. November 1865 wurde das Theater eröffnet: „Der Zudrang des Publikums war ein massenhafter und war das bis in seine obersten Räume glänzend erleuchtete prachtvolle Haus bis zum Erdrücken voll. Vom Hof war nicht König Ludwig II. als Protektor des Hauses, sondern Herzog Max Joseph in Bayern anwesend. Nach einem Prolog spielte man das allegorische Festspiel von Hermann Schmid Was wir wollen mit Musik von Kremplsetzer“.
Die Gründung des neuen Theaters war als Pendant zu den Hoftheatern gedacht und sollte sich schon im Repertoire von diesen unterscheiden. Es geriet jedoch schon früh in eine finanzielle Krise. Der Betrieb wurde mehrfach unterbrochen, die Direktion wechselte mehrmals im Jahr. 1868 wurde der Bankrott erklärt, und im März 1870 fand eine Zwangsversteigerung des Theaters statt. Für 70.000 Gulden kaufte der frühere Direktor des Theaters, Friedrich Engelken, das Gebäude, kurz darauf ging es weiter an den Architekten Reifenstuel und einen Partner. Diese kauften das Gebäude als Strohmänner für König Ludwig II., der es im Mai 1870 offiziell aus dem Familienvermögen der Wittelsbacher erwarb. Die Versteigerung des Inventars konnte durch die Wiedereröffnung am 1. Oktober 1870 abgewendet werden. Als Direktor wurde Hermann von Schmid bestellt, der ursprünglich als Dramaturg an das Theater gekommen war und es während der Umbruchsphase mehrmals kurz geleitet hatte. 1873 gewährte Ludwig II. dem Theater den Titel „Königliches Theater am Gärtnerplatz“. Ab 1877 ging die Direktion auf Karl von Perfall über, der die königlichen Hoftheater leitete. In der Spielzeit 1878/1879 erlebte das Theater einen Höhepunkt an Pracht der Ausstattung, Dekoration und Bühnenbild, es spielte aber auch ein erhebliches Defizit ein, weshalb Perfall im Juni 1879 zurücktrat und sich auf die Hoftheater konzentrieren musste. Als Nachfolger wurde Georg Lang, Sohn des Münchner Komikers Ferdinand Lang, aus Danzig geholt. Das Theater nutzte in der Folge die königlichen Wappen nicht mehr und nannte sich wieder „Theater am Gärtnerplatz“. 1913 fand ein Umbau des Gebäudes durch den Architekten Eugen Drollinger statt, bei dem der Zugang der Zuschauer zu den Rängen neu organisiert wurde und mehr Logen eingebaut wurden. Im Ersten Weltkrieg wurden eine Vielzahl an Wohltätigkeitsvorstellungen zugunsten des Kriegsfonds und sozialer Einrichtungen gespielt, Anfang 1917 wurde der Betrieb für 14 Tage wegen Kohlenmangels unterbrochen. 1923 ging das Theater in den Besitz des Wittelsbacher Ausgleichsfonds über.
Von Anfang an standen Operetten auf dem Spielplan. Das Genre Operette war damals erst in der Entwicklungsphase. Daneben standen auch Singspiele auf dem Programm. Zur Eröffnung als Hofbühne spielte man u. a. Jacques Offenbachs Einakter Salon Pitzelberger unter dem Titel Eine musikalische Soirée in der Vorstadt. Das Theater erlebte mehrere Operetten-Uraufführungen. So wurde beispielsweise am 18. Oktober 1879 die Operette Die Fornarina von Carl Zeller, u. a. mit den damaligen Publikumslieblingen Amalie Schönchen, Agnes Lang-Ratthey, Franz Josef Brakl und Max Hofpauer, uraufgeführt. Ende 1892 gastierte für mehrere Wochen bei großem Publikumsandrang die Völkerschau Die Amazonen von Dahomey mit Menschen aus Afrika. Seit 1899 wurde das Theater als reines Operettentheater geführt und wurde als eines der Führenden in Deutschland anerkannt. Die der Münchner Bohème angehörende Schriftstellerin Franziska zu Reventlow, die auch kurz Schauspielunterricht genommen hatte, hatte hier 1898 ein kurzes Engagement.
Ende der 1920er Jahre gehörte Magda Schneider, die „für eine lächerliche Gage bis zu achtundvierzig mal im Monat auf der Bühne stand“, zu den vielumjubelten jungen Soubretten-Stars. Bis in die 1930er Jahre wurden auch Possen, musikalische Schwänke und Volksstücke dargeboten. Die nationalsozialistische Zensur verbot Aufführungen von Werken jüdischer Schriftsteller, Librettisten und Komponisten und bestimmte das Gärtnerplatztheater „ausschließlich zur Aufführungsstätte von Operetten, weil… die Operette ein sehr wesentliches Mittel ist, um den Volksgenossen an die Theaterkunst heranzuführen“.

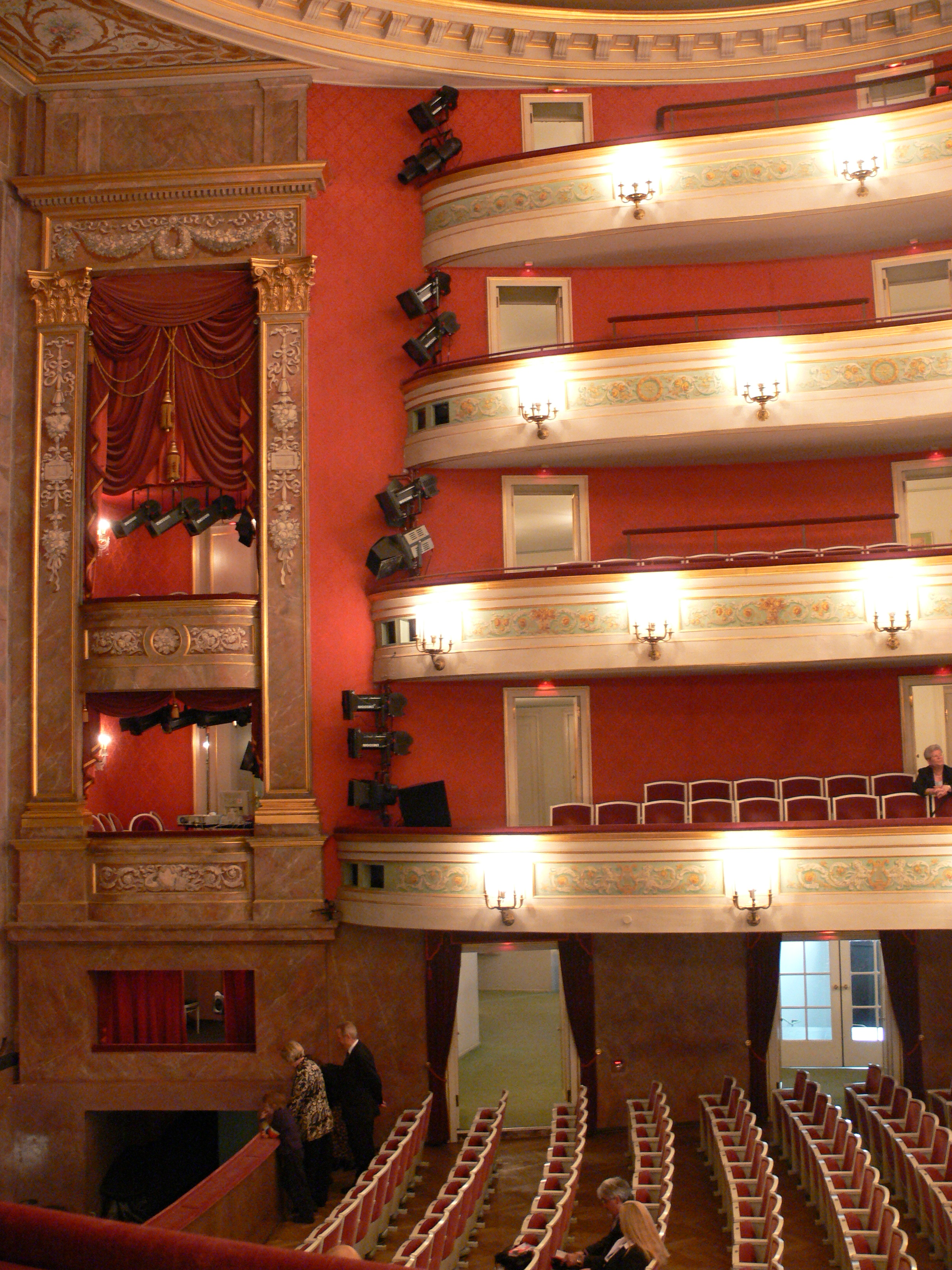
Rechte Proszeniumsloge und Seitenränge

Im April 1937 wurde das Theater vom Wittelsbacher Ausgleichsfonds an den Freistaat Bayern verkauft. Ursprüngliche Pläne für einen Abriss und anschließenden Neubau wurden nicht umgesetzt; stattdessen erfolgte eine grundlegende Renovierung. Wiedereröffnet wurde das Theater am 20. November 1937 mit einer Aufführung von Die Fledermaus – es war damit die erste und einzige staatliche Operettenbühne. Unter den Gästen war auch Adolf Hitler. 1938 wurde Fritz Fischer Intendant des Theaters, Peter Kreuder arbeitete als Musikdirektor. Einen neuen Stil kreierte Fischer, der sich an Berliner Revue-Vorbildern und an der Filmoperette orientierte: Massenbesetzungen, prunkvolle Ausstattung, rasantes Tempo und durch keine Pause gestörte Bewegungen:

„Dieser Stil wurde von den damals herrschenden Kulturträgern merkwürdigerweise besonders gefördert, obwohl er eigentlich aus Quellen abgeleitet wurde, die den Machthabern unsympathisch gewesen sein müßten. Sie betonten aber die Bedeutung der Operette solcher Art‚ für die Erholung und Steigerung der Lebenskraft und Lebensfreude, des schaffenden Menschen, erst recht aber der Verwundeten oder im Urlaub in der Heimat weilenden Soldaten.“

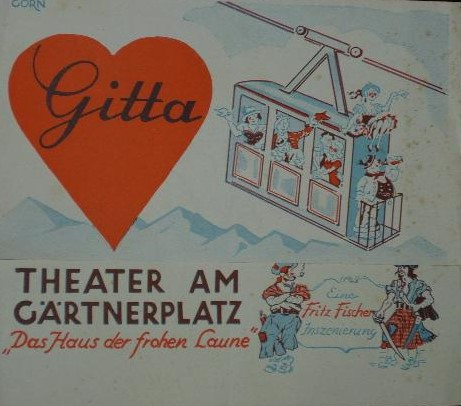
Programmheft zu Gitta aus dem Jahre 1942, mit Elisabeth Biebl in der Hauptrolle

Ein Beispiel für den modischen künstlerischen Akzent ist die am 16. Mai 1942 erstmals aufgeführte Operette Gitta. Eine Fahrt ins Blaue. Komponiert wurde die „Lustspieloperette“ von den jungen Komponisten Bernhard Stimmler (1912–1984) und Carl Michalski (1911–1998).
Umstritten ist, ob 1941 das Ensemble (dazu gehörte u. a. Johannes Heesters) des Gärtnerplatztheaters das Konzentrationslager Dachau lediglich besucht hat oder vor SS-Wachleuten aufgetreten ist.
Am 21. April 1945 wurde das Theater beim letzten Luftangriff auf München bombardiert, wobei der Portalbau weggerissen und das Bühnenhaus in Brand gesetzt wurde. Das Haus blieb für längere Zeit unbespielbar. Kurz nach dem Zweiten Weltkrieg wurde zunächst an der Schornstraße gespielt, bereits 1948 aber wieder an ursprünglicher Stätte. Mit geringen Änderungen erstrahlte der Zuschauerraum in seiner Fassung von 1937.
Der festliche Neubeginn war am 19. Juni 1948, zwei Tage vor der Währungsreform, mit der Operette von Johann Strauss Eine Nacht in Venedig – der erste friedensmäßige Galaabend der Nachkriegszeit in München. Das Gärtnerplatztheater konnte für ein erstes (und einziges) Regiegastspiel Gustaf Gründgens gewinnen, der in nur knapp drei Wochen „mit dem hauseigenen Ensemble und in rasch zusammengesuchten Dekorationen und Kostümen eine virtuose Aufführung von Offenbachs ‚Banditen‘ (6. Juli 1949)“ erstellte. Gründgens selbst spielte „darin mit intellektuell-komödantischer Bravour eine Hauptrolle.“
Das erste Gebot für das wiedererstandene Theater lautete, ein zugkräftiges Repertoire zusammenzustellen, um mit sicheren Erfolgsstücken wie Der Bettelstudent, Viktoria und ihr Husar, Die Csárdásfürstin (mit Sari Barabas), Der Vogelhändler, Gräfin Mariza und Das Land des Lächelns (darin Elisabeth Biebl als Mi und Harry Friedauer als Gustl im Duett mit dem Lied Meine Liebe, deine Liebe…) beim Publikum Anklang zu finden. Ein weit über die Grenzen der Landeshauptstadt hinausragendes Ereignis war die Uraufführung der musikalischen Komödie Feuerwerk in der Inszenierung von Erik Charell am 16. Mai 1950.
In den Jahren von 1952 bis 1955 übernahm Rudolf Hartmann, der auch die Leitung der Bayerischen Staatsoper innehatte, die Verantwortung für das Theater. Der neu ernannte Staatsopernchef sorgte dafür, dass nun auch Opern aufgeführt wurden, weil man nach Ausweichmöglichkeiten für Spielopern suchte. Doch man trennte Oper von Operette genau: Opernaufführungen wurden von den Kräften der Bayerischen Staatsoper bestritten, während die Operettenvorstellungen dem Ensemble des Theaters am Gärtnerplatz verblieben. Das Haus diente sozusagen zwei Herren: „Der zugkräftigen ‚heiteren Muse‘ und dem Musiktheater als moralischer Anstalt“.
1955 wurde die Verbindung mit der Bayerischen Staatsoper aufgehoben; das Theater erhielt den Namen „Staatstheater am Gärtnerplatz“. Das Repertoire wurde erweitert und gepflegt durch die Intendanten Willy Duvoisin (1955–1958), Arno Assmann (1959–1964), Kurt Pscherer (1964–1983), Hellmuth Matiasek (1983–1996), Klaus Schultz (1996–2007), Ulrich Peters (2007–2012) und Josef E. Köpplinger (seit 2012).
Die ersten Musicals wurden 1956 aufgeführt: Fanny mit Christine Görner und Trude Hesterberg in den Hauptrollen, und Kiss Me, Kate, mit Johannes Heesters. Das Musical My Fair Lady hatte 1984 Premiere; Regie führte August Everding, die Partie der Eliza Doolittle sang Cornelia Froboess.
1957 wurde die Münchner Erstaufführung von Strawinskis Oper The Rake’s Progress gezeigt. In den letzten dreißig Jahren haben auch andere Opern-Uraufführungen im Staatstheater am Gärtnerplatz stattgefunden (u. a. von Paul Engel, Wilfried Hiller, Wladimir Tarnopolski, Awet Terterjan und Johann Maria Staud). Insbesondere Klaus Schultz erweiterte Ensemble und Repertoire. Er bemühte sich auch erfolgreich um eine Anhebung der Orchester- und Chor-Einstufung nach A (2003), wodurch qualitätssteigernde Engagements möglich wurden.

## Künstlerische Leitung
Seit der Spielzeit 2012/2013 ist Staatsintendant Josef E. Köpplinger Leiter des Hauses, er war zuvor Intendant des Stadttheaters Klagenfurt. Gemeinsam mit seinem Team arbeitet Köpplinger an der Schärfung des Profils des Gärtnerplatztheaters, als dem Haus für Oper, Operette, Musical und Tanz in München, das das Musiktheater in all seiner Vielfalt zeigen und in engem Kontakt mit seinem Publikum und den Menschen in München stehen möchte.
Chefdirigent des Orchesters des Staatstheaters am Gärtnerplatz ist Rubén Dubrovsky, Ballettdirektor und Chefchoreograf der hauseigenen Ballettkompanie ist der Österreicher Karl Alfred Schreiner.

## Architektur

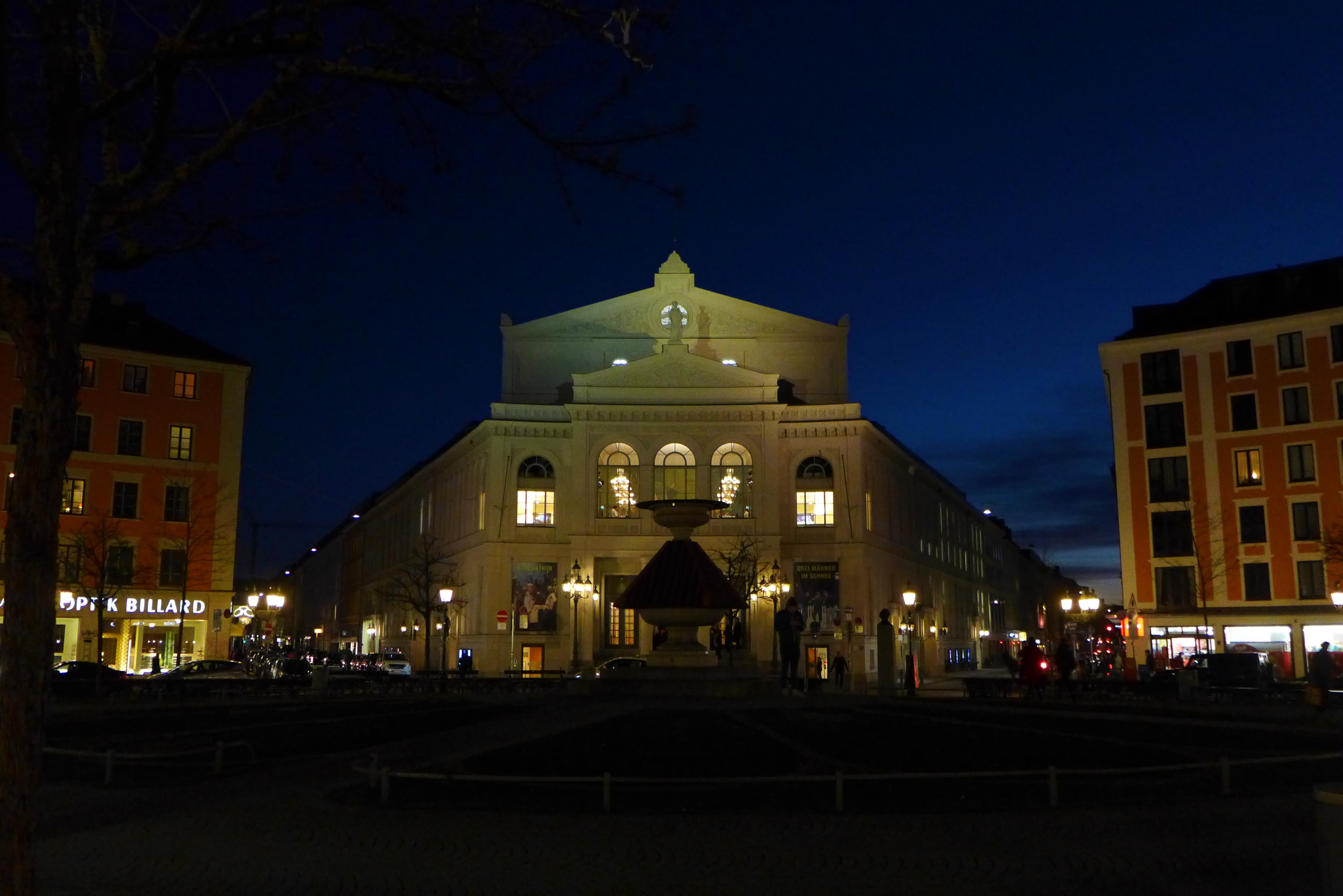
Staatstheater am Gärtnerplatz bei Nacht

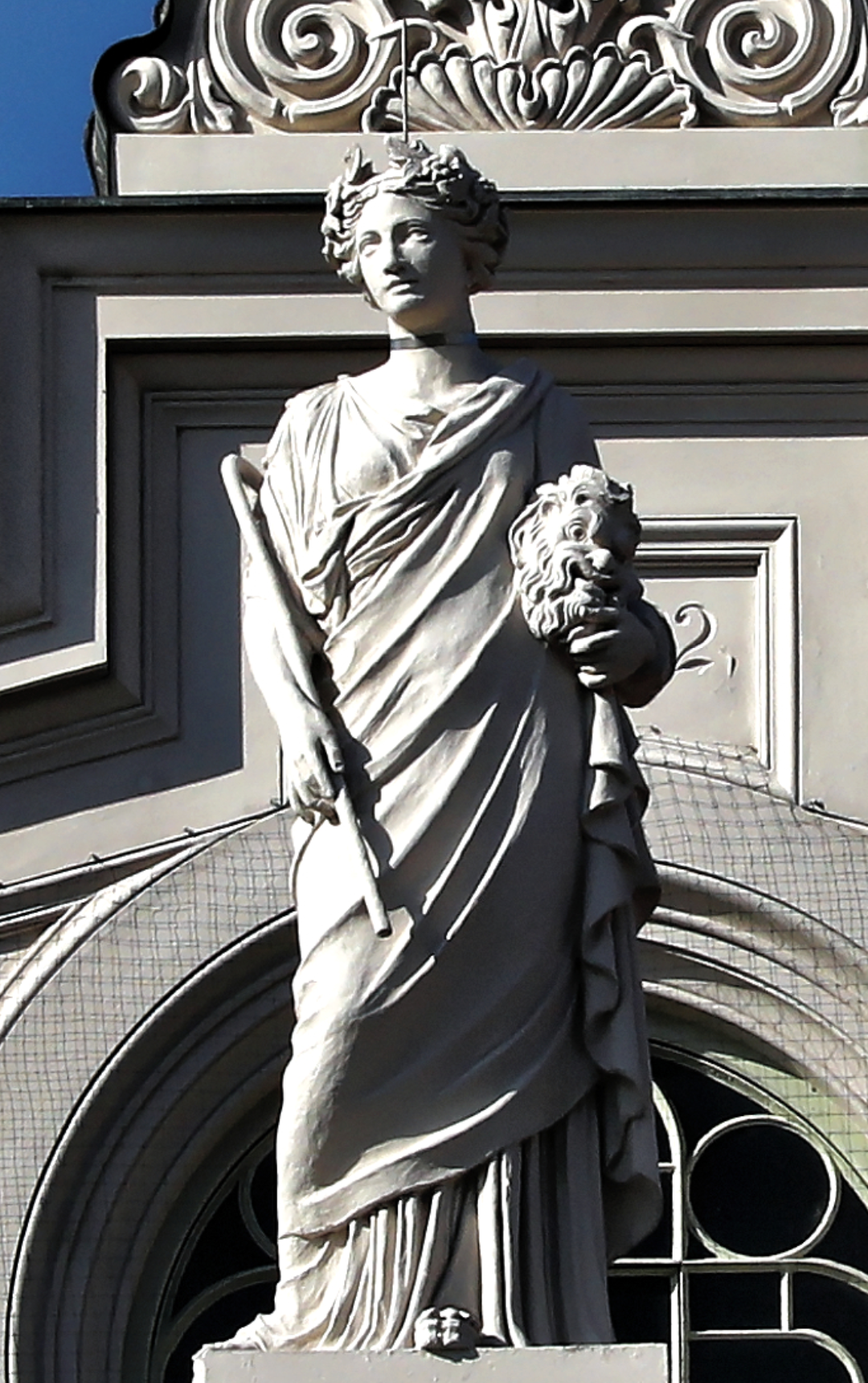
Statue der Thalia am Giebel des Theaters

Der Gärtnerplatz, an dem sich das Theater befindet, wurde nach Friedrich von Gärtner benannt, dem bedeutendsten Architekten des 19. Jahrhunderts in Bayern neben Leo von Klenze. Das Theater wurde nach Entwürfen des Architekten Franz Michael Reiffenstuel errichtet. Er führte alle Zimmer- und Schreinerarbeiten selbst aus, während seinem Sohn die Maurerarbeiten anvertraut waren. Das Theater war frei von historisierender Pracht und dekorativem Ballast; es war nicht höfischer Repräsentation verpflichtet, sondern sollte bürgerlichen Frohsinn erschließen, wenngleich es durch die Struktur der Ränge und des Parketts sich an das Hof- und Nationaltheater anlehnte. Die Fassade ist vom Spätklassizismus und von Schmuckelementen des Maximilianstils geprägt. Die Giebelfigur stammt von Max von Widnmann. Sie stellt Thalia, eine der mythologischen griechischen Musen, dar, die als Beschützerin der Theater gilt. In ihrer linken Hand hält sie eine Maske, in ihrer rechten einen Schäferstab. Auf dem Kopf trägt sie einen Efeukranz. Die Figur ist undatiert, aber zumindest 1869 in der Leipziger Zeitung erwähnt.
Das Gebäude wurde im Zweiten Weltkrieg beschädigt, aber im Vergleich zu anderen Gebäuden in der Umgebung und auch im Vergleich zum Nationaltheater München weniger schwer. 1948 wurde mit dem Spielbetrieb wieder begonnen. Nachdem 1969 der im Laufe der Jahrzehnte mehrfach umgebaute Zuschauerraum wieder seine ursprüngliche Form erhalten hatte, wurde 1980 auch der Fassade wieder die ursprüngliche Form zurückgegeben. In dem 1978 fertiggestellten Anbau an der Klenzestraße befanden sich Verwaltung, Kantine und Werkstätten sowie eine Probebühne, der Chorprobensaal und der Ballettsaal. Anfang der 1990er Jahre wurde der Orchestergraben umgebaut. Mit diesen Umbauten wurden auch Ton- und Lichtsysteme erneuert. 1999 fand ein weiterer Umbau statt: Für rund 12,5 Millionen Euro wurde die Bühne (Ober- und Untermaschinerie) komplett erneuert.
Von Mai 2012 bis Oktober 2017 wurde der Theaterbau generalsaniert und das Rückgebäude an der Klenzestraße durch einen Neubau ersetzt. Der Spielbetrieb fand währenddessen in verschiedenen Interims-Spielstätten wie z. B. dem Cuvilliés-Theater, dem Deutschen Theater München, dem Prinzregententheater, der Alten Kongresshalle oder der Reithalle statt.

## Technische Daten
Das Gärtnerplatz-Theater ist ein klassisches Rangtheater (Balkon mit Mittelloge und drei Rängen) und hat heute 893 Zuschauerplätze (inkl. 70 Stehplätze).

### Bühne
- Bühnenportalbreite: 9,50 m
- Portalhöhe: bis 6,85 m
- Portaldoppelstock-Beleuchterbrücke Hubbereich von 2 m bis 6,85 m
- Bühnenraumbreite und -tiefe ca. 20 m
- Höhe bis zum Schnürboden ca. 19,70 m
- Zylinder-Drehbühne (Durchmesser 14 m) mit fünf schrägstellbaren Hub-Podien (+2,70 m bis −2,70 m à 2 × 8 m)
- 2 Tisch- und 2 Personenversenkungen
- 25 E-Züge, 27 Handkonterzüge, 9 bewegliche Punktzüge, 4 hydraulische Oberlichter, 3 elektrische Hinterbühnenzüge
- 1 Hauptvorhang mit elektronischen Hubantrieb (griechischer Vorhang, Wagnervorhang, Geschwindigkeit stufenlos 0,0 m/s bis 1,2 m/s)
- elektrischer Schallvorhang (Schalldecke)

Ober- und Untermaschinerie sind computergesteuert und können von einem Rechner aus gemeinsam bedient werden.

### Beleuchtung
- 556 Modulbasierte regel- oder schaltbare Stromkreise
- 96 schaltbare Stromkreise
- Lichtsteuerung: Eos von Electronic Theatre Controls

### Ton
- Rechnergestützte Tonregie Bosch-ANT mit 30 Eingangs- und 20 Ausgangskanälen
- Mikroportanlage mit 12 Kanälen

### Ausstattungslager
- Gemeinsames Dekorationsmagazin der Bayerischen Staatstheater in Poing
- Dekorationsmagazin in Feldmoching mit täglichen Transporten vom und zum Theater

### Probebühne
- Drei Probebühnen befinden sich im Haus, eine davon mit Drehscheibe in Originalgröße.

## Uraufführungen
- 1879: Die Fornarina, Operette von Carl Zeller
- 1886: Der Doppelgänger, Operette von Alfred Zamara
- 1906: Der Pfiffikus, Operette von Bertrand Sänger
- 1950: Feuerwerk, Musikalische Komödie von Paul Burkhard
- 1957: Katharina Knie, Musical von Mischa Spoliansky
- 1985: Der Goggolori, Eine bairische Mär mit Musik von Wilfried Hiller
- 1994: Daniel, Oper von Paul Engel
- 1999: Wenn die Zeit über die Ufer tritt, Oper von Wladimir Tarnopolski
- 2003: Das Beben, Oper von Awet Terterjan
- 2004: Berenice, Oper von Johannes Maria Staud
- 2006: Marilyn, Musical von Olivier Truan u. a.
- 2008: ChristO, Rockoper von Vanden Plas u. a.
- 2013: Onkel Präsident, Oper von Friedrich Cerha
- 2014: Der Flaschengeist, Opernsingspiel von Wilfried Hiller, Libretto von Felix Mitterer
- 2015: Gefährliche Liebschaften, Musical von Marc Schubring und Wolfgang Adenberg
- 2015: Bussi, das Munical, Musical von Thomas Hermanns
- 2016: Liliom, Oper von Johanna Doderer
- 2017: Frau Schindler, Oper von Thomas Morse
- 2018: La Strada, Ballett von Marco Goecke nach dem gleichnamigen Film von Federico Fellini
- 2018: Pumuckl, Musical von Franz Wittenbrink und Anne X. Weber nach Ellis Kaut
- 2018: Momo, Oper von Wilfried Hiller und Wolfgang Adenberg, nach dem gleichnamigen Roman von Michael Ende
- 2019: Drei Männer im Schnee, Operette von Thomas Pigor, nach dem Roman von Erich Kästner

## Intendanten (Auswahl)
- 1898–1899: Franz Josef Brakl
- 1932–1936: Otto Reimann
- 1937: Oskar Walleck
- 1937–1938: Fritz Fischer
- 1941–1944: Fritz Fischer
- 1946–1952: Curth Hurrle
- 1955–1958: Willy Duvoisin
- 1959–1964: Arno Assmann
- 1964–1983: Kurt Pscherer
- 1983–1996: Hellmuth Matiasek
- 1996–2007: Klaus Schultz
- 2007–2012: Ulrich Peters
- seit 2012: Josef Ernst Köpplinger

## Chefdirigenten seit 1979
- 1979–1984: Peter Falk
- 1984–1988: Wolfgang Bothe
- 1988–1999: Reinhard Schwarz
- 1999–2010: David Stahl
- 2011: Lukas Beikircher (kommissarisch)
- 2012–2017: Marco Comin
- 2017–2023: Anthony Bramall
- seit 2023: Rubén Dubrovsky

## Ehrenmitglieder
- Sári Barabás  (1914–2012)
- Gisela Ehrensperger (* 1943)
- Eugen Friedl
- 1983: Johannes Heesters (1903–2011)
- Richard Kogel †
- Joachim Robert Lang (1940–2014)
- 2003: Loriot (1923–2011)
- Helmuth Matiasek (1931–2022)
- Kurt Pscherer  (1915–2000)
- Klaus Schultz  (1947–2014)
- Reinhard Schwarz †
- Franz Wyzner (* 1931)

## Ehemalige Ensemblemitglieder (Auswahl)
- Wilfried Badorek
- Manfred Ball
- Wolfgang Maria Bauer
- Marie (Mary) Behrens-Linke
- Adolf Brakl
- Franz Josef Brakl
- Elisabeth Biebl
- Constantinos Carydis
- Dorothea Chryst
- Conrad Dreher
- Liselotte Ebnet
- Albert Ermarth
- Melanie Ermarth
- Gisela Fischer
- Daniel Fiolka
- Harry Friedauer
- Heinz Friedrich
- Ulf Fürst
- Dorothee Fürstenberg
- Eva-Maria Görgen
- Christine Görner
- Ferry Gruber
- Franz Gruber
- April Hailer
- Ingeborg Hallstein
- Carmen Hanganu
- Gretel Hartung
- Tina Hellina
- Max Hofpauer
- Kappe, Schauspieler
- John van Kesteren
- Hedi Klug
- Walter Köninger
- Werner Kotzerke
- Martha Kunig-Rinach
- Ferdinand Lang
- Agnes Lang-Ratthey
- Josef Ludl
- Tamara Lund
- Ridi Meininger
- Lina Meittinger
- Wolfgang Müller-Lorenz
- Christian Oppelberg
- Isy Oren
- Eva Ortbauer
- Louis Hendrik Potgieter
- Hella Puhlmann
- Carola Rechberg
- Ursula Reichart
- Magda Schneider
- Amalie Schönchen
- Rosl Schwaiger
- Elisabeth Seeden
- Rudolf Seibold
- Robert Seidler
- Annette Seiltgen
- Gunter Sonneson
- Otto Storr
- Werner Stückmann
- Elisabeth Szemzö
- Adolf Ziegler